# Ebtún (Cenotillo)
Ebtún es una localidad del municipio de Cenotillo, estado de Yucatán, en México. 

## Toponimia
El nombre (Ebtún) proviene del idioma maya. 

## Demografía
Según el censo de 2005 realizado por el INEGI, la población de la localidad era de 5 habitantes.
| ?                           | ? | ? | 5 |
| (Fuente: INEGI [Consultar]) |   |   |   |